# Histoire d'en bas
L’History from Below, autrement appelée l’« histoire d'en bas », est un courant historiographique qui raconte les événements historiques du point de vue des gens ordinaires plutôt que de celui des élites. L’"histoire d’en bas" s’est construite en réaction à la recherche d’une alternative à « l’histoire des gens du haut » ou à la « vision du grand homme ». Les origines de l’« histoire d’en bas » entrent ainsi en réaction contre l’élitisme. Le courant se réfère d’ailleurs à un terrain bien connu des historiens de gauche. L’idée est de comprendre les foules.
En fonction du contexte, l’« histoire d’en bas » possède différents noms. Les termes comme « l’histoire du peuple », « l’histoire de la vie de tous les jours », bien que ne relevant pas toujours de « l’histoire d’en bas », font bien partie du même mouvement. Chacun reflète la démocratisation de l’histoire et le désir de rendre au peuple le droit de voir leur propre histoire étudiée.
Influencés par l’anthropologie culturelle et l’école des Annales, les historiens de ce courant réagissent contre l’importance accordée aux tendances sérielles et aux structures sociales. L’histoire d’en bas (ou histoire populaire) implique une réduction de l’échelle historique. Ce courant se concentre sur un événement spectaculaire, une communauté ou un individu. L’attention est notamment portée sur les personnes privées de leurs droits, les non-conformistes, les pauvres, les opprimés et d’autres groupes marginaux. La vie des gens ordinaires est appréhendée à travers leurs croyances, leurs mentalités, leurs pratiques quotidiennes, leurs valeurs, et leurs luttes. Pouvant mettre en lumière la coexistence ou les conflits entre les différentes couches sociales, ce type de récit historique démontre l’importance du pouvoir d’action individuel et essaye d’attester la complexité de la fluidité identitaire et de l’expérience vécue.

## Origine et évolution du courant
L’histoire d’en bas s’éloigne radicalement de l’historiographie traditionnelle dominante, qui se concentre depuis longtemps sur la vie des hommes d’État, la guerre, la politique et la diplomatie de haut niveau. Il existe un certain nombre d’autres influences paneuropéennes, notamment à partir des pratiques littéraires de Léon Tolstoï, Marcel Proust ou Italo Calvino, ou à partir de travaux de réflexion comme ceux de Siegfried Kracauer, Erving Goffman, Pierre Bourdieu, Henri Lefebvre, Michel de Certeau, Michel Foucault ou Sigmund Freud. Le courant a subi des évolutions qui ont été retracées par Raphael Samuel dans un ouvrage intitulé People’s history and Socialist theory (1981) où il a dressé une généalogie de l’histoire d’en bas.
Au XIXe siècle, l’écriture de l’histoire s’est éloignée d’une vision centrée sur les grandes actions des élites dirigeantes. Un des précurseurs est Jules Michelet avec son essai sur Le peuple et son histoire de la nation française. C'est le courant d'histoire sociale qui se développe en Allemagne qui porte ce mouvement avec des études sur la démographie des villes médiévales notamment.
L’entre-deux guerres a entraîné de façon plus systématique l’abandon de cette focalisation sur le haut et le puissant. Les membres de l’école française des Annales, qui essayent de comprendre les mutations des sociétés et les dynamiques sociales, ont adopté une approche matérialiste et interdisciplinaire qui s’inspirait des sciences sociales. En même temps, ils focalisent leur attention sur les masses, les mentalités et les forces structurelles sous-jacentes, en dépit des événements majeurs et des individus puissants.
Lucien Febvre est le premier à avoir utilisé l’expression d’« histoire d’en bas » dans un article écrit en 1932 à la mémoire de l’historien Albert Mathiez : « Et préparons-nous à soutenir, de toutes nos forces, ceux qui, reprenant en sous-œuvre, patiemment, laborieusement, l’esquisse si largement enlevée jadis par Jaurès, nous donneront cette histoire révolutionnaire qui nous manque toujours : histoire de masses et non de vedettes ; histoire vue d’en bas et non d’en haut (…) ».
Après la Seconde Guerre mondiale, des historiens marxistes actifs au Royaume-Uni et aux États-Unis, ont été influencés par des méthodes et des préoccupations similaires. Ils se sont intéressés aux vies et aux luttes des gens ordinaires, et ont accordé leur attention aux relations sociales de la base, aux formes populaires de protestation et aux activités quotidiennes (travail, loisirs, attitudes, croyances, pratiques et comportements). Prolongeant une ligne historiographique inaugurée avec l’ouvrage de A. L. Morton, A People’s History of England (1938), les membres du groupe du parti communiste d’Angleterre ont travaillé à développer une interprétation marxiste de l’histoire anglaise. Cet ensemble de travaux vise plusieurs objectifs : inclure des acteurs subalternes, montrer l’action d’une élite d’un point de vue subalterne ainsi que montrer les résultats à un public subalterne. Le mouvement a prouvé que le subalterne pouvait non seulement faire l’histoire mais aussi faire de l’historiographie.
Toutes les formes de l’histoire du peuple témoignent de l'héritage intellectuel des Annales. Cependant, il s’agit en même temps d’une réaction consciente contre le travail de cette école. L'« histoire d'en bas » s'inspire également de l’histoire de type « science-sociale » interdisciplinaire développée à partir des années 1950 et 1960 en Allemagne, en France et aux États-Unis. Les historiens, Fernand Braudel, en France, et Hans-Ulrich Wehler, en Allemagne, ont eu recours à cette dernière et s’appuient principalement sur des techniques et théories sociologiques. Leurs études se concentrent sur des tendances globales et des séries, sur base d’actes de naissances, de mariages, de décès, mais aussi sur des données chiffrées concernant les professions et les prix. De telles analyses permettent de découvrir des régularités mesurables à grande échelle et à long terme, d’arriver à des généralisations sur le comportement humain et de formuler des « lois » historiques. Des critiques ont été lancées par ceux qui ont été déçus de cette approche quantitative. Effectivement, elle ne prend guère en compte l’agissement des gens ordinaires et réduit tous les individus à l’insignifiance. L’« histoire d’en bas » a donc l’objectif de montrer comment les masses s’approprient et façonnent de larges forces et structures supra-individuelles, au lieu de simplement les renvoyer à l’impuissance historique.
C’est principalement grâce à E. P. Thompson, le doyen des historiens marxistes autocritiques associés à la Nouvelle Gauche britannique, que l’expression d’« histoire d'en bas » a vu le jour. Il a en effet eu recours à ce terme dans son article publié le 7 avril 1966 dans le Times Literary Supplement. Grâce à son expression élevée à la pointe de l’historiographie à partir des années 1970 et à son travail pionnier (The Making of the English Working Class) ayant mis l’accent sur les conditions, la culture et les pratiques quotidiennes de ces individus, certains chercheurs le considèrent comme étant le père du courant. D’autres ont une perspective plus englobante et considèrent le British communist party, rejoint par Thompson, George Rudé et Rodney Hilton, comme source du mouvement.
Les sensibilités politiques des praticiens ont été (ré)formées à partir des années 1970, une période d’inertie politique et de stagnation économique qui a marqué la fin des Trente Glorieuses en Europe. Cette période a remis en question l’idéologie de base et les prémisses scientifiques du marxisme. Une nouvelle réticence à la modernité, au progrès et au capitalisme émerge et aide à expliquer pourquoi tant d’études micro-historiques pionnières ont examiné les communautés et les mentalités au début de la période moderne.
L’éventail des sujets jugés dignes d’investigations historiographiques s’est donc élargi durant les années 1970 et 1980. L’« histoire d’en bas » s’est répandue aux États-Unis et au Royaume-Uni, mais c’est principalement en Allemagne et en Italie qu’elle a pris de nouvelles formes. Des variations de l’histoire populaire ont donc émergé : l’Alltagsgeschichte en Allemagne (l’histoire de la vie quotidienne) et la micro-histoire en Italie et en France. La micro-histoire se concentre sur l’« unique » et le spectaculaire pour arriver à l’expérience vécue, alors que l’Alltagsgeschichte tente de reconstruire les relations sociales et les transactions quotidiennes en se basant sur des actes largement inconscients, routiniers et répétitifs. Cependant, les deux mouvements partagent un certain nombre de caractéristiques essentielles. Leurs praticiens se concentrent sur les expériences qualitatives, quotidiennes et vécues des gens ordinaires et exclus des récits historiques et mettent ensuite en lumière leurs actions, pratiques, habitudes, valeurs, ainsi que leurs croyances, sentiments et mentalités.
À partir des années 1980, des historiens se sont interrogés sur la nature de ce courant provoquant des débats théoriques et polémiques. Par exemple, l’historien T. Hitchcock s’intéresse à mieux définir la notion d’« histoire d’en bas ». Il explique qu’il s’agit d’une étude sur les résistances à la « disciplinarisation » et à la capacité de construction de l’ordre social dont les pauvres font preuve. Dans les années 1990, James Sharpe et Victoria Heftler s’interrogent également sur la nature du concept. Le sociologue Mark Hailwood tente aussi de définir ce qu’englobe le terme « en bas »,. En tant que sous-domaine de la recherche historique, l’« histoire d’en bas » a donc suscité un grand intérêt chez les chercheurs indiens et sud-américains ainsi qu’en Europe et en Amérique du Nord.
Si dans les années 1980, le courant historiographique a joui d’une énorme popularité, à la fin de la décennie suivante le courant historiographique a été éclipsé par une nouvelle histoire culturelle (New cultural history), en vogue aux États-Unis. Certains estiment d’ailleurs que l’« histoire d’en bas » s’est éloigné de sa dimension émancipatrice vis-à-vis des élites. Néanmoins, il serait erroné de déclarer que l’histoire d’en bas est éteinte : puisque nombreux sont les historiens européens et américains à poursuivre leurs travaux avec cette ligne de pensée.

## Méthodologie
Ce type d’histoire tombe habituellement dans une des deux catégories : l’épisodique et le systématique. Le premier type, tend à recourir à une description dense ainsi qu’à adopter une approche narrative. Il se concentre sur un événement ou un épisode unique et spectaculaire impliquant habituellement une personne ou un petit groupe d’individus. L’autre type reconstruit assidûment, au sein d’une petite communauté, la toile complexe des relations sociales familiales et extrafamiliales.
Les spécialistes du courant réduisent l’échelle de leur recherche historique, en la confinant à un seul individu, une petite communauté ou un événement méconnu. C’est une histoire qui est locale et prend pour sujet la région, la commune ou la paroisse. Dans le cas de la ville, on s’intéresse à la morphologie de chaque quartier, banlieue, rue ou même maison individuelle. La force des méthodes de l’« histoire d’en bas » se trouve dans l’investigation profonde du micro-niveau,.
Ce type d’histoire implique une étude intensive du matériel documentaire disponible et fait l’objet d’une analyse minutieuse. S’immergeant dans des sources apparemment banales liées à des thèmes divers (la famille, les relations de genre, les loisirs et la culture populaire), les adeptes recherchent et tentent de comprendre la signification des multiples signes, indices et symptômes. Les chercheurs ont la certitude que recourir à une observation microscopique va permettre de distinguer des phénomènes révélateurs invisibles à partir d’une analyse conventionnelle prenant une vue globale.
L’anthropologie culturelle a eu une forte influence sur le champ de l’histoire quotidienne. À l’image des ethnographes, les historiens tentent de s’immerger dans la vie quotidienne de ceux qu’ils étudient. À l’aide de documents écrits et d’autres sources, ils essayent de découvrir et analyser les gestes répétitifs et routiniers qui, selon eux, révèlent les formes sous-jacentes et dominantes de la culture donnée.
Beaucoup de personnes pensent que « l’histoire d’en bas » est impossible à entreprendre pour les périodes antérieures à la Révolution française en raison d’une bureaucratie peu développée et d’une absence relative des classes laborieuses au sein des sources. Cependant, l’« histoire d’en bas » peut s’appliquer à toutes les périodes historiques en trouvant des alternatives au niveau des sources. Il suffit de questionner différemment ces dernières. L'« histoire d’en bas » plutôt que « d’en haut » appelle donc à de nouvelles méthodes et sources, ou bien à la réinterprétation radicale des matériaux traditionnels.
Il faut également placer un événement social dans son contexte culturel complet, de sorte qu’il puisse être étudié sur un plan analytique plutôt que descriptif. Il existe aussi la difficulté de représenter et faire comprendre aux lecteurs les différences culturelles de l’époque, tout en réussissant à traduire cela en un concept, une réalité sociale ou culturelle.
Huit dangers se dressent devant le chercheur : 
1. Il est important de ne pas politiser l'histoire en magnifiant l'importance du peuple, ou plus particulièrement des groupes opprimés[18],[19].
2. Il s’agit d’éviter le piège de l’idéologie. Beaucoup de critiques suggèrent que le courant a une approche marxiste[20].
3. Il ne faut pas tomber dans une histoire locale isolée et anecdotique[18].
4. Il ne faut pas cloisonner l’« histoire d'en bas » afin de ne pas risquer de fragmenter l'écriture historique[21].
5. Une autre critique sévère concerne la crainte que les sources, les personnes et les événements soient interprétés par des historiens adeptes de cette mouvance de façon anachronique[22].
6. Il est important de ne pas donner une tournure romanesque au passé et de ne pas s’attacher à des détails pittoresques ou célébrant les petites gens comme des héros[22].
7. Un autre danger est d’utiliser des sources laissées par les riches et puissants pour étudier la vie des pauvres et des opprimés[5].
8. Pour la plupart des lieux et des périodes, on observe une distribution inégale de l'alphabétisation et des loisirs en faveur d’un groupe de classes privilégiées. Les subordonnés ont eu besoin de susciter l'intérêt de leurs supérieurs pour se frayer un chemin dans les archives, et cet « intérêt » a été stimulé de manière nécessairement structurée. L'historien de gauche, comme l'État, s'intéresse particulièrement à ceux qui défient et résistent aux impositions[23].

Il importe également de garder à l’esprit que l’« histoire d’en bas » n’est pas une discipline séparée et qu’elle ne peut survivre sans référence à l’« histoire d’en haut » puisque ni la structure sociale plus large, ni les actions des élites ne peuvent être ignorées.

## Apports du mouvement
L’intérêt et la valeur de ces études sont multiples. En premier lieu, elles démontrent que les gens du peuple ne sont pas simplement de passifs objets de « l’histoire » ou les victimes de grandes forces amorphes et impersonnelles. Ils prouvent que tous ont un pouvoir d’action individuel et qu’ils sont les sujets actifs de leur propre vie.
Ce courant historiographique aide aussi à former une identité en écrivant une histoire plus « populaire » et montre qu’elle n’est pas représentée que par la monarchie, les généraux ou premiers ministres. Certains adeptes de l’« histoire d’en bas » soulignent combien il est important de se libérer de tous types de liens qu’ils soient coloniaux, nationaux, patriarcaux, etc. Dans cet état d’esprit, il apparait que ce courant peut apporter d’importantes contributions aux politiques d’émancipation.
Une grande attention est donc accordée à leur capacité à résister aux formes hégémoniques de domination et de contrôle. Cette focalisation sur des individus ordinaires et sur les affaires d’adaptation est importante car elle révèle de façon éclatante la multiplicité et l’extrême complexité de l’expérience vécue et ses dimensions plus subjectives dans les situations concrètes de la vie.
L’« histoire d’en bas » a favorisé l’évaluation de femmes et d’hommes qui semblaient perdus dans le passé, dont l’expérience vécue était considérée par les chercheurs comme n’étant d’aucun intérêt : par exemple, la vie et les pensées des paysans prémodernes ou le développement de la classe ouvrière. L’« histoire d’en bas » a donc permis de réaliser une histoire sur des sujets divers et variés : l’histoire du crime, la vie familiale paysanne, la culture et la religion populaire, etc,. Derrière l’« histoire d’en bas », il y a un effort pour humaniser l’histoire. C’est aussi la promesse d’une nouvelle perspective sur notre[style à revoir] passé.

## Chercheurs représentatifs du courant
- Arnold John
- Blakemore Richard
- Burke Peter
- Farrell William
- Griffin Emma
- Hailwood Mark
- Hill Christopher
- Hilton Rodney
- Hitchcock David
- Hobsbawm Eric
- Jackson Matt
- Le Roy Ladurie Emmanuel
- Linebaugh Peter
- Rediker Marcus
- Rudé George
- Sandall Simon
- Sharpe Jim
- Shave Samantha
- Thompson Edward Palmer
- Todd Selina
- Waddell Brodie
- Whyte Nicola
- Wood Andy.

### Ouvrages, articles et contributions
- Vinay Bahl, « What Went Wrong with “History from Below », Economic and Political Weekly, vol. 38, no 2,‎ 11 janvier 2003, p.135-146. .
- (en) Bhattacharya Sabyasachi, « History from Below », Social Scientist, vol. 11, no 4,‎ 1983. .
- Brecher Jeremy, History From Below: How To Uncover And Tell The Story Of Your Community, Association, Or Union, New Haven, Commonwork Pamphlets, 1988.
- * Simona Cerutti, « Who is below ? E. P. Tompson, historien des sociétés modernes : une relecture », Annales. Histoire, sciences sociales, no 4 (70e année),‎ octobre-décembre 2015, p. 931-956 (lire en ligne). .
- Chesneaux Jean, « Histoire par en haut et histoire par en bas. Les masses populaires en histoire », dans Chesneaux Jean (éd.), Du passé, faisons table rase?, Paris, La Découverte, 1976, pp. 138-147 (Petite collection Maspéro).
- Dworkin Dennis, Cultural Marxism in Post War Britain: History, the New Left and the Origins of Cultural Studies, Durham, Duke University Press, 1997.
- Victoria Heftler, « The Future of the Subaltern Past: Toward a Cosmopolitan "History from Below », left history :  an interdisciplinary journal of historical inquiry and debate, vol. 5, no 1,‎ 1997, p.65-83. .
- Hobsbawn Eric « History from below. Some reflections », dans Krantz Frederick (ed.), History from Below. Studies in Popular Protest and Popular Ideology in Honour of George Rudé, Montréal, Concordia University, 1985, pp. 63-75.
- Kaye H.J., The British Marxist Historian: an introductory analysis, New York, Polity Press, 1984.
- (en) Donald M. MacRaild et Jeremy Black, Studying History, Basingstoke, Palgrave Macmillan, coll. « Palgrave Study Skills », 2007, 3e éd. .
- (en) Andrew Port, « History from Below, the History of Everyday Life, and Microhistory », dans The International Encyclopedia of the Social and Behavioral Sciences, vol. 11, Amsterdam, Elsevier, 2015, 2e éd., p. 108-113. .
- Émilien Ruiz, « L'histoire populaire : label éditorial ou nouvelle forme d’écriture du social ? », Le Mouvement social, nos 269-270 « Écrire autrement ? L'histoire sociale en quête de publics »,‎ octobre 2019 - mars 2020, p. 185-230 (DOI 10.3917/lms.269.0185).

- Scribner Bob, « History from below », dans History of European Ideas, vol. 12, n° 4, 1990, p. 559.
- (en) Jim Sharpe, « History from below », dans Peter  Burke, New Perspectives on Historical Writing, Cambridge, Polity Press, 1991, p.24-41. .
- Thompson Edward P., « History from Below », dans Times Literary Supplement, n° 3345, 7 avril 1966, pp. 279–280.

### Exemples d'ouvrages illustrant le courant
- Amez Benoit, 14-18 : vie et survie dans les tranchées belges, Waterloo, Jourdan, 2013.

- Buton Philippe, Buttner Olivier et Hastings Michel (éd.), La guerre froide vue d'en bas, Paris, CNRS éditions, 2014.

- Corbin Alain, Le monde retrouvé de Louis-François Pinagot, sur les traces d'un inconnu, 1798-1876, Paris, Flammarion, 1998.

- Debruyne Emmanuel et Van Ypersele Laurence, Je serai fusillé demain. Les dernières lettres des patriotes belges et français fusillés par l'occupant. 1914-1918, Bruxelles, Racine, 2011.
- Farge Arlette, Vivre dans la rue à Paris au XVIIIe siècle, Paris, Gallimard, 1979.
- Figes Orlando, A People's Tragedy: The Russian Revolution: 1891-1924, Londres, Penguin Books, 1998.
- Hitchcock Tim, Down and Out in Eighteenth-Century London, Londres, Hambledon and London, 2004.
- Hobsbawm Eric, Primitive Rebels: Studies in Archaic Forms of Social Movement in the 19th Century, New York, W. W. Norton & Company, 1965.

- Huard Raymond. « Histoire intellectuelle et histoire par en bas : les candidatures ouvrières de la Révolution à 1870 », dans Romantisme, vol. 135, n° 1, 2007, pp. 23-35.

- Kranz Frederick, History from below: French and English Popular Protest, 1600‑1800, Oxford, Basil Blackwell, 1988.